# NomadBSD
NomadBSD  è un sistema operativo Unix-like basato su FreeBSD che mette a disposizione un sistema Live persistente da utilizzare via USB. 
È pensato come sistema desktop pronto all'uso ma può anche essere utile anche per il recupero dati, per scopi didattici o per testare la compatibilità hardware di FreeBSD.

## Caratteristiche
NomadBSD segue i cicli di sviluppo di FreeBSD verso il quale conserva la completa compatibilità. Gli aggiornamenti avvengono tramite il gestore dei pacchetti OctoPkg e da terminale attraverso pkg.

## Requisiti
Le immagini possono essere scritte su chiavette USB che dispongano almeno di 5GB di spazio. Per l'esecuzione del sistema sono richiesti una CPU da 1,2 GHz, 1 G di RAM (2G per la versione ZFS) ed è possibile avviare il sistema sia tramite BIOS che UEFI.